# Eliteserien 2017
La temporada 2017 fue la 73.ª edición de la Eliteserien la máxima categoría del fútbol en Noruega. La competición comenzó el 1 de abril de 2017 y finalizó el 26 de noviembre de 2017. El Rosenborg campeón en 2016 retuvo su título este 2017.

## Ascensos y descensos
La liga se disputa por 16 equipos: los 14 mejores equipos de la temporada 2016; y los dos primeros de la 1. divisjon 2016, el Kristiansund BK y Sandefjord F.
| Pos. | Descendidos de la Tippeligaen 2016 |
| ---- | ---------------------------------- |
| 15.º | FK Bodø/Glimt                      |
| 16.º | IK Start Kristiansand              |

| Pos. | Ascendidos de la 1. divisjon 2016 |
| ---- | --------------------------------- |
| 1.º  | Kristiansund BK                   |
| 2.º  | Sandefjord Fotball                |

## Equipos participantes
| Club                | Ciudad       | Estadio            | Capacidad | Temporada pasada |
| ------------------- | ------------ | ------------------ | --------- | ---------------- |
| Aalesunds FK        | Ålesund      | Color Line Stadion | 10.778    | 9°               |
| SK Brann Bergen     | Bergen       | Brann Stadion      | 17,686    | 2.º              |
| FK Haugesund        | Haugesund    | Haugesund Stadion  | 5.000     | 4°               |
| Kristiansund BK     | Kristiansund | Atlanten Stadion   | 3.000     | 1° 1. divisjon   |
| Lillestrøm SK       | Lillestrøm   | Åråsen Stadion     | 11.637    | 12°              |
| Molde FK            | Molde        | Aker Stadion       | 11.800    | 5°               |
| Odd Grenland BK     | Skien        | Skagerak Arena     | 13.500    | 3°               |
| Rosenborg Ballklub  | Trondheim    | Lerkendal Stadion  | 21.850    | 1° Campeón       |
| Sandefjord Fotball  | Sandefjord   | Komplett.no Arena  | 6.000     | 2° 1. divisjon   |
| Sarpsborg 08 FF     | Sarpsborg    | Sarpsborg Stadion  | 5.000     | 6°               |
| Sogndal Fotball     | Sogndal      | Fosshaugane Campus | 5.539     | 11.º             |
| Stabæk IF           | Bærum        | Nadderud Stadion   | 7.000     | 14°              |
| Strømsgodset IF     | Drammen      | Marienlyst Stadion | 7.500     | 7°               |
| Tromsø IL           | Tromsø       | Alfheim Stadion    | 6,859     | 13.º             |
| Vålerenga Oslo IF   | Oslo         | Ullevaal Stadion   | 25.572    | 10°              |
| Viking Stavanger FK | Stavanger    | Viking Stadion     | 16.600    | 8°               |

### Distribución geográfica
| Fylke            | Cantidad | Clubes                                |
| ---------------- | -------- | ------------------------------------- |
| Møre og Romsdal  | 3        | Aalesunds FK Molde FK Kristiansund BK |
| Akershus         | 2        | Stabæk IF Lillestrøm SK               |
| Rogaland         | 2        | FK Haugesund Viking Stavanger FK      |
| Buskerud         | 1        | Strømsgodset IF                       |
| Hordaland        | 1        | SK Brann Bergen                       |
| Oslo             | 1        | Vålerenga Oslo IF                     |
| Østfold          | 1        | Sarpsborg 08 FF                       |
| Sogn og Fjordane | 1        | Sogndal Fotball                       |
| Sør-Trøndelag    | 1        | Rosenborg Ballklub                    |
| Telemark         | 1        | Odd Grenland BK                       |
| Troms            | 1        | Tromsø IL                             |
| Vestfold         | 1        | Sandefjord Fotball                    |

## Modo de disputa
El torneo se disputa mediante el sistema de todos contra todos, donde cada equipo juega contra los demás dos veces, una como local, y otra como visitante.
Cada equipo recibe tres puntos por partido ganado, un punto en caso de empate, y ninguno si pierde.
Al finalizar el torneo, aquel equipo con mayor cantidad de puntos se proclama campeón y disputa la ronda preliminar de la Liga de Campeones de la UEFA. Los equipos ubicados en la segunda y tercera posición se clasifican a la repesca para la Liga Europa de la UEFA. El equipo que ocupe la cuarta posición se clasifica la Liga Europa de la UEFA, pero si el campeón de la copa doméstica no está clasificado en los tres primeros de liga el cupo se le otorga este (campeón copa doméstica) y el cuarto lugar pierde su cupo. Los equipos que queden ubicados en las últimas dos posiciones descienden automáticamente a la primera división, mientras que aquel ubicado en la decimocuarta (14°) posición debe jugar un partido contra un equipo proveniente de la primera división, donde el ganador disputa la siguiente temporada de la primera división.

## Tabla de posiciones
- Clasificación final el 26 de noviembre de 2017.[1]

| Pos. | Equipo           | Pts. | PJ | G  | E  | P  | GF | GC | Dif. | Clasificación o descenso                             |
| ---- | ---------------- | ---- | -- | -- | -- | -- | -- | -- | ---- | ---------------------------------------------------- |
| 1    | Rosenborg (C)    | 61   | 30 | 18 | 7  | 5  | 57 | 20 | +37  | Clasificación a Liga de Campeones de la UEFA 2018-19 |
| 2    | Molde            | 54   | 30 | 16 | 6  | 8  | 50 | 35 | +15  | Clasificación a Liga Europa de la UEFA 2018-19       |
| 3    | Sarpsborg 08     | 51   | 30 | 13 | 12 | 5  | 50 | 36 | +14  | Clasificación a Liga Europa de la UEFA 2018-19       |
| 4    | Strømsgodset     | 50   | 30 | 14 | 8  | 8  | 45 | 37 | +8   |                                                      |
| 5    | Brann Bergen     | 47   | 30 | 13 | 8  | 9  | 51 | 36 | +15  |                                                      |
| 6    | Odd Grenland     | 42   | 30 | 12 | 6  | 12 | 27 | 39 | −12  |                                                      |
| 7    | Kristiansund     | 40   | 30 | 10 | 10 | 10 | 44 | 46 | −2   |                                                      |
| 8    | Vålerenga Oslo   | 39   | 30 | 11 | 6  | 13 | 48 | 46 | +2   |                                                      |
| 9    | Stabæk           | 39   | 30 | 10 | 9  | 11 | 46 | 50 | −4   |                                                      |
| 10   | Haugesund        | 39   | 30 | 11 | 6  | 13 | 35 | 39 | −4   |                                                      |
| 11   | Tromsø           | 38   | 30 | 10 | 8  | 12 | 42 | 49 | −7   |                                                      |
| 12   | Lillestrøm       | 37   | 30 | 10 | 7  | 13 | 40 | 43 | −3   |                                                      |
| 13   | Sandefjord       | 36   | 30 | 11 | 3  | 16 | 38 | 51 | −13  |                                                      |
| 14   | Sogndal          | 32   | 30 | 8  | 8  | 14 | 38 | 48 | −10  | Promoción por la permanencia                         |
| 15   | Aalesund         | 32   | 30 | 8  | 8  | 14 | 38 | 50 | −12  | Descenso a OBOS-ligaen                               |
| 16   | Viking Stavanger | 24   | 30 | 6  | 6  | 18 | 33 | 57 | −24  | Descenso a OBOS-ligaen                               |

 Fuente: Football Association of Norway (en noruego), Soccerway
Criterios de clasificación: 1) Puntos; 2) diferencia de gol.

## Promoción de permanencia
El decimocuarto clasificado jugará un play-off a ida y vuelta contra el ganador de la promoción de la Primera División de Noruega, para decidir quien jugará la Eliteserien 2018.
| Sogndal                                                                 | 1 – 0            | Ranheim | 29 de noviembre de 2017 | Fosshaugane Campus, Sogndal |
| Ranheim                                                                 | 1 – 0 (5-4 pen.) | Sogndal | 2 de diciembre de 2017  | EXTRA Arena, Ranheim        |
| Ranheim asciende a la Eliteserien 2018, Sogndal desciende de categoría. |                  |         |                         |                             |

## Goleadores
| Pos. | Jugador                    | Club         | Goles |
| ---- | -------------------------- | ------------ | ----- |
| 1    | Nicklas Bendtner           | Rosenborg    | 19    |
| 2    | Ohi Omoijuanfo             | Stabæk       | 17    |
| 3    | Björn Bergmann Sigurðarson | Molde        | 16    |
| 3    | Mostafa Abdellaoue         | Aalesund     | 16    |
| 5    | Patrick Mortensen          | Sarpsborg 08 | 12    |
| 6    | Eirik Ulland Andersen      | Strømsgodset | 11    |
| 7    | Flamur Kastrati            | Sandefjord   | 10    |
| 7    | Thomas Lehne Olsen         | Tromsø       | 10    |
| 7    | Bassel Jradi               | Strømsgodset | 10    |
| 7    | Benjamin Stokke            | Kristiansund | 10    |
| 11   | Jean Alassane Mendy        | Kristiansund | 9     |
| 11   | Milan Jevtović             | Rosenborg    | 9     |
| 11   | Marcus Pedersen            | Strømsgodset | 9     |